# Rheinbezirksliga 1946/47
Die Rheinbezirksliga 1946/47 war die erste Spielzeit einer einheitlichen obersten Liga für das Mittelrhein-Gebiet nach dem Zweiten Weltkrieg. Das damals im Fußball als „Rheinbezirk“ bezeichnete Gebiet umfasste im Wesentlichen die damaligen Regierungsbezirke Aachen und Köln des Landes Nordrhein-Westfalen.
In der ersten Nachkriegssaison 1945/46 hatte im Rheinbezirk lediglich ein Ligabetrieb auf Kreisebene mit einer anschließenden Endrunde der Kreismeister stattgefunden. Zur Saison 1946/47 gründeten 16 Vereine in eigener Regie die Rheinbezirksliga, da der Fußball-Verband Rheinbezirk, der Vorläufer des heutigen Fußball-Verbandes Mittelrhein, keine eingleisige Liga gründen wollte. Dies führte dazu, dass im Herbst 1946 neben der Rheinbezirksliga auch vier Bezirksligen des Verbandes den Spielbetrieb aufnahmen. Im Dezember 1946 einigte man sich darauf, die Rheinbezirksliga wieder in den Verbands-Spielbetrieb einzugliedern. Nach Saisonende spielten die beiden Erstplatzierten der Rheinbezirksliga, der VfR Köln 04 rrh. und Alemannia Aachen, mit den vier Siegern der anderen Bezirksligen in einer einfachen Punkterunde die Verbandsmeisterschaft sowie drei Plätze in der neuen Oberliga West aus. Der Viert- und der Fünftplatzierte aus dieser Endrunde, die Eschweiler SG und der Kohlscheider BC, spielten in weiteren Ausscheidungsrunde gegen niederrheinische und westfälische Vereine um zwei weitere Plätze in der Oberliga West.
Ein Abstieg aus der Rheinbezirksliga fand nicht statt. Zur folgenden Saison wurde die Liga auf zwei Staffeln erweitert.

## Abschlusstabelle
| Pl. | Verein               | Sp. | Tore   | Punkte |
| --- | -------------------- | --- | ------ | ------ |
| 01. | VfR Köln 04 rrh.     | 30  | 078:34 | 46:14  |
| 02. | Alemannia Aachen     | 30  | 069:53 | 40:20  |
| 03. | Bayenthaler SV       | 30  | 100:70 | 38:22  |
| 04. | Rhenania Würselen    | 30  | 064:54 | 34:26  |
| 05. | Godesberg 08         | 30  | 061:65 | 32:28  |
| 06. | VfL Köln 1899        | 30  | 077:50 | 31:29  |
| 07. | SG Düren 99          | 30  | 061:55 | 31:29  |
| 08. | SC Schwarz-Weiß Köln | 30  | 053:44 | 30:30  |
| 09. | Bonner FV            | 30  | 062:58 | 30:30  |
| 10. | Mülheimer SV 06      | 30  | 055:60 | 30:30  |
| 11. | Bayer 04 Leverkusen  | 30  | 049:61 | 30:30  |
| 12. | SSV Troisdorf 05     | 30  | 064:68 | 28:32  |
| 13. | Rhenania Köln        | 30  | 055:69 | 25:35  |
| 14. | TuRa Bonn            | 30  | 046:71 | 21:39  |
| 15. | SpVgg Sülz 07        | 30  | 062:81 | 20:40  |
| 16. | SV Beuel 06          | 30  | 034:97 | 14:46  |

## Endrunde Rheinbezirk
An der Endrunde im Rheinbezirk nahmen neben dem VfR Köln und Alemannia Aachen die Meister der vier vom Verband gegründeten Bezirksligen teil. Die ersten drei Mannschaften der Endrunde waren automatisch für die neue Oberliga West qualifiziert.
| Pl. | Verein            | Sp. | Tore  | Punkte |
| --- | ----------------- | --- | ----- | ------ |
| 01. | VfR Köln 04 rrh.  | 5   | 16:20 | 10:0   |
| 02. | Alemannia Aachen  | 5   | 11:60 | 07:3   |
| 03. | Preußen Dellbrück | 5   | 14:70 | 06:4   |
| 04. | Eschweiler SG     | 5   | 08:14 | 03:7   |
| 05. | Kohlscheider BC   | 5   | 15:23 | 02:8   |
| 06. | Siegburger SV 04  | 5   | 10:22 | 02:8   |

In einem Entscheidungsspiel um den fünften Platz besiegte der Siegburger SV nach Punktgleichheit den Kohlscheider BC mit 3:0.

## Qualifikationsrunde zur Oberliga West
In einer zusätzlichen Qualifikationsrunde wurden zwei weitere Plätze in der Oberliga West vergeben.
| Pl. | Verein               | Sp. | Tore  | Punkte |
| --- | -------------------- | --- | ----- | ------ |
| 01. | Hamborn 07           | 5   | 09:04 | 9:1    |
| 02. | VfL Witten           | 5   | 06:05 | 8:2    |
| 03. | SpVgg Röhlinghausen  | 5   | 14:07 | 5:5    |
| 04. | Rheydter Spielverein | 5   | 11:11 | 3:7    |
| 05. | Kohlscheider BC      | 5   | 09:12 | 3:7    |
| 06. | Siegburger SV 04     | 5   | 04:07 | 2:8    |

## Britische Zonenmeisterschaft
Der VfR Köln 04 rrh. war als Verbandsmeister direkt für die Endrunde zur britischen Zonenmeisterschaft qualifiziert. Er schlug im Viertelfinale Holstein Kiel mit 2:1, unterlag dann jedoch im Halbfinale Borussia Dortmund mit 4:5. Als Vizemeister durfte Alemannia Aachen an einer Qualifikationsrunde zur Zonenmeisterschaft teilnehmen, scheiterte dort jedoch in einer Dreierrunde mit dem FC Schalke 04 und Fortuna Düsseldorf.